# 比卡普尔
比卡普尔（Bikapur），是印度北方邦Faizabad县的一个城镇。总人口12355（2001年）。

## 人口
该地2001年总人口12355人，其中男性6345人，女性6010人；0—6岁人口2083人，其中男1057人，女1026人；识字率51.65%，其中男性为63.45%，女性为39.18%。